# ادواردو آربیده
ادواردو اربید (انگلیسی: Eduardo Arbide؛ ۴ دسامبر ۱۹۰۰ – ۱۳ نوامبر ۱۹۸۷ (aged 86)) بازیکن فوتبال اهل آرژانتین بود.
از باشگاه‌هایی که در آن بازی کرده‌است می‌توان به باشگاه فوتبال رئال سوسیداد اشاره کرد.
وی همچنین در تیم ملی فوتبال اسپانیا بازی کرده‌است.